# Jakovany
Jakovany é um município da Eslováquia, situado no distrito de Sabinov, na região de Prešov. Tem 4,88 km² de área e sua população em 2018 foi estimada em 338 habitantes.

## Demografia
| Ano:        | 1994 | 2004   | 2014   | 2024   |
| ----------- | ---- | ------ | ------ | ------ |
| Broj ljudi: | 370  | 355    | 351    | 349    |
| Razlika:    |      | -4,05% | -1,12% | -0,56% |

| Ano:               | 2023 | 2024   |
| ------------------ | ---- | ------ |
| Número de pessoas: | 353  | 349    |
| Diferença:         |      | -1,13% |